# Трельес, Джон Хайро
Джон Ха́йро Тре́льес Вале́нсия (исп. John Jairo Tréllez Valencia; 29 апреля 1968 в Турбо, департамент Антьокия) — колумбийский футболист, выступавший на позиции нападающего в 1980—2000-е годы. Наиболее известен по выступлениям за «Атлетико Насьональ».

## Биография
В детстве Джон Хайро Трельес стал поклонником регги и Боба Марли. В 1987 году он отпустил дреды и с тех пор не изменяет своему образу.
Трельес дебютировал в основе «Атлетико Насьоналя» в 1985 году в матче чемпионата Колумбии в Кукуте против местной «Кукуты Депортиво». Трельес обладал хорошей скоростью и был достаточно универсальным игроком, поэтому мог действовать как в центре нападения, так и на флангах, смещаясь в центр и часто используя свой мощный удар левой ногой. В 1989 году Трельес помог «Атлетико» впервые в истории колумбийского футбола завоевать Кубок Либертадорес. На групповом этапе нападающий забил два гола (по одному в каждой игре против «Эмелека»), ещё дважды он отличился в плей-офф — в победной игре (2:0) против аргентинского «Расинга» в 1/8 финала, а также забил важный гол в ответном матче с «Мильонариосом», который принёс ничью команде из Медельина (в первой игре «зелёные» выиграли 1:0). В финале против «Олимпии» Трельес не забивал, но зато успешно реализовал свой пенальти в послематчевой серии, которую «Атлетико Насьональ» выиграл со счётом 5:4.
Сразу после победы в турнире нападающий уехал в Швейцарию, где провёл два сезона за «Цюрих». В 1991 году вернулся в «Атлетико Насьональ» и сразу же завоевал титул чемпиона Колумбии. В 1992 году с 25 мячами стал лучшим бомбардиром чемпионата.
В 1994 году перешёл в «Боку Хуниорс». Хотя колумбийцу регулярно давали играть в основном составе, и даже дали 10-й номер, под которым выступал Марадона, сам он в интервью отметил, что не смог полностью оправдать ожиданий. В чемпионате Аргентины колумбиец забил три гола в 16 матчах, а также помог «генуэзцам» дойти до финала Суперкубка Либертадорес, где в двухматчевом противостоянии команда уступила «Индепендьенте» (1:1; 0:1). После Аргентины Трельес переехал в Бразилию. В «Жувентуде» колумбиец стал одним из лидеров команды. В 1996—1997 годах он вновь играл за «Атлетико Насьональ». Всего за три периода пребывания в этой команде Трельес забил 116 голов.
В 1997 году перешёл в саудовский «Аль-Хиляль». В этой стране сначала у него были проблемы из-за внешнего вида. Так, однажды его остановил полицейский и потребовал покинуть торговый центр, поскольку дреды не соответствуют нормам внешнего вида в стране. После этого футболист обратился лично к наследному принцу Саудовской Аравии, и тот издал распоряжение оставить игрока в покое. В 1999 году выступал в США за команду «Даллас Бёрн». После годичного перерыва вновь вернулся в футбол и 2002 году стал лучшим бомбардиром чемпионата Китая, выступая за «Чжэцзян Санья Гринтаун». Завершал карьеру футболиста на любительском уровне в команде «Бахо Каука», которую впоследствии преобразовали в ФК «Итагуи» — современный «Агилас Дорадас».
В составе молодёжной сборной Колумбии в 1985 году участвовал в чемпионате мира в СССР. На этом турнире Колумбия дошла до четвертьфинала, где проиграла Бразилии (будущему чемпиону) 0:6. В 1987 году вновь играл на молодёжном Мундиале. Колумбийцы не смогли выйти в плей-офф. Трельес забил на каждом из турниров по два гола.
За основную сборную Колумбии выступал с 1989 по 1994 год. Принял участие в двух Кубках Америки — 1987 и 1989 годов. В первом случае, хотя и не сыграв на турнире, вместе со сборной стал обладателем бронзовых медалей турнира. Будучи одним из самых ярких нападающих в своём поколении, «Турбо» Трельес дважды в последний момент не попадал в заявку команды на чемпионаты мира 1990 и 1994 годов, хотя регулярно играл в отборочных турнирах.

### Личная жизнь
Джон Хайро является отцом Сантьяго Трельеса (род. 1990), профессионального футболиста, который играл в чемпионатах Колумбии, Мексики, Парагвая, Аргентины и Бразилии.
После завершения карьеры футболиста Джон Хайро Трельес открыл собственную гостиницу в родном городе Турбо, где живёт с супругой и двумя младшими дочерями. Кроме того, Трельес периодически участвует в программе правительства Колумбии по обучению детей из малообеспеченных семей.

## Титулы и достижения
Командные
- Чемпион Колумбии (1): 1991
- Обладатель Кубка Либертадорес (1): 1989
- Финалист Суперкубка Либертадорес (1): 1994

Личные
- Лучший бомбардир чемпионата Колумбии (1): 1992 (25 голов)
- Лучший бомбардир чемпионата Китая (1): 2002